# Hemerocampa detrita
Hemerocampa detrita är en fjärilsart som beskrevs av Guérin-meneville 1844. Hemerocampa detrita ingår i släktet Hemerocampa och familjen tofsspinnare. Inga underarter finns listade i Catalogue of Life.